# Adam Bogislav Rubach
Adam Bogislav Rubach, Adamus Bogislaus Rubach (ur. 12 lutego 1652 w Kamieniu Pomorskim, zm. przed 1717 ?) – brandenburski prawnik i dyplomata.
Syn Adama Rubacha, który był prepozytem w Kamieniu Pomorskim, i Emerentii. Studiował prawo na uniwersytecie w Królewcu (Albertus-Universität Königsberg) (–1679). Pełnił funkcję rezydenta Brandenburgii w Gdańsku (1694–1718).